# افران اطلس-صغیر
افران اطلس-صغیر (به فرانسوی: Ifrane Atlas-Saghir) یک روستا در مراکش است که در کلمیم السماره واقع شده‌است.

## خصوصیات
افران اطلس-صغیر ۱۱٬۹۵۰ نفر جمعیت دارد.